# سند دریافتنی
اسناد دریافتنی اوراقی است که به موجب آن بدهکاران متعهد می‌شوند مبلغ معینی را در موعد معینی در وجه حامل یا فرد مشخصی بپردازند. حساب‌های دریافتنی نماینده مطالبات واحد از بدهکاران است که در نتیجه فروش مواد یا ارائه خدمات به‌طور نسیه ایجاد شده‌اند و رسمیت آن‌ها از اسناد دریافتنی کمتر است.